# The King and Four Queens
The King and Four Queens (bra: Esse Homem É Meu; prt: Um Rei e Quatro Rainhas) é um filme americano de 1956 do gênero western, dirigido por Raoul Walsh. Roteiro de Margaret Fitts e Richard Alan Simmons. Theodore Sturgeon escreveu uma novela literária baseado no roteiro original no mesmo ano para a Dell Books.

## Elenco
- Clark Gable…Dan Kehoe
- Eleanor Parker…Sabina McDade
- Jean Willes…Ruby McDade
- Barbara Nichols…Birdie McDade
- Sara Shane…Oralie McDade
- Jo Van Fleet…Ma McDade
- Roy Roberts…Xerife Tom Larrabee
- Arthur Shields…Padre
- Jay C. Flippen…Bartender do Saloon Rosebud em Touchstone

## Sinopse
O pistoleiro e trapaceiro elegante e bem falante Dan Kehoe foge de perseguidores e chega à distante cidade do Oeste chamada Touchstone. No saloon, o bartender lhe conta a história das quatro viuvas McDade, que vivem isoladas com "Ma" McDade, uma rude senhora com uma mira infalível. Os filhos de "Ma" roubaram cem mil em ouro de uma mineração, mas após uma explosão na mina onde se esconderam, apenas um escapou. "Ma" guardou o ouro em lugar secreto e passou a morar com as  viúvas, esperando que seu filho sobrevivente que ela não sabe qual, regresse. Depois de dois anos, as mulheres estão cansadas de esperar, mas ainda anseiam pelo ouro.
Dan resolve ir ao lugar onde estão as viúvas, desafiando a mira de "Ma" que atira em todos que se aproximam, com a intenção de descobrir onde o ouro está escondido e roubá-lo.